# Оберхользер, Генри
Генри Артур Оберхользер (англ. Henry Arthur Oberholzer; 12 апреля 1893, Лондон — 20 марта 1953, Ньюпорт) — британский гимнаст, бронзовый призёр летних Олимпийских игр 1912 года в командном первенстве.